# Миколаївська фортеця
Миколаївська фортеця (тет-де-пон) — комплекс оборонних укріплень, створений у 1910—1914 рр. на території сучасного м. Миколаєва у Львівській області, для захисту переправи через р. Дністер. Також фортеця прикривала дорогу на Львів (дефіле між горбами), яка з обох сторін прострілювалося кулеметами та артилерією з закритих позицій. Обидві лінії тет-де-пону надійно прикривалися з флангів. Польові укріплення були збудовані поблизу городища давнього Дроговижа на Стружній горі, де були використані і старі вали городища. Зі сторони Стільська та Ілова вздовж Колодниці також тягнулася низка польових укріплень.

## Опис

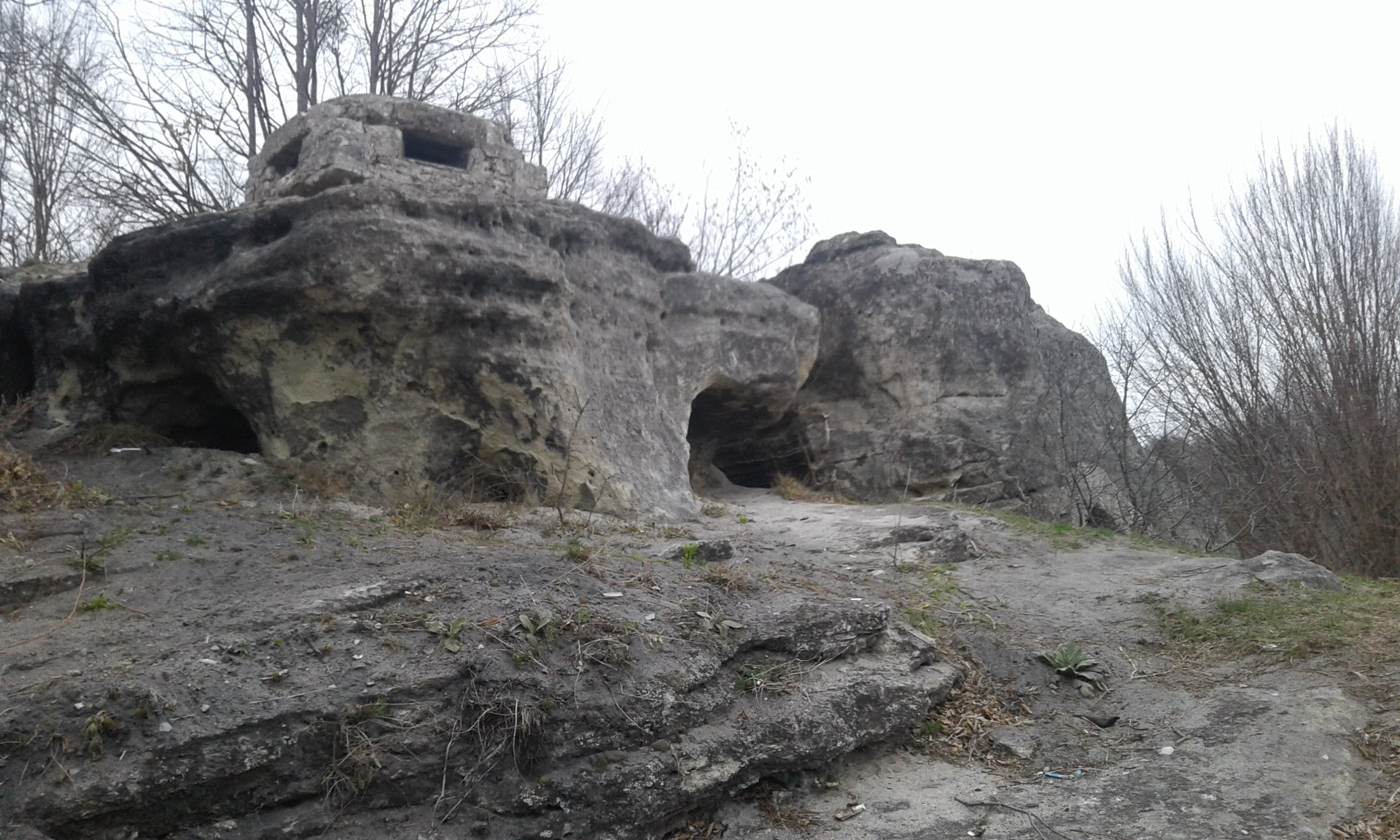
Центр управління артилерійським вогнем

Фортеця складалася з чотирьох груп Укріплень (абе ще - "фортів"), в яких було розміщено вісім артилерійських батарей, оснащених важкими 150 мм гаубицями Берга зразка 1899 р. Форт № 1 в урощі Тарандов, зліва від дороги на Львів, містив чотири батареї. Форт № 2 в урочищі Углярище, справа від дороги на Львів, містив дві батареї. Дві батареї форту № 3 до наших часів не збереглися, оскільки були повністю знищені кар'єрами. Форт № 4, який мав розташовуватись на горі Високий Камінь, не був добудованим.
Батареї були розміщені в штольнях. Ці штольні були утворені природним шляхом, а згодом — розширені австрійськими інженерами. Штольні мали зверху отвори для стрільби, які закривалися щитами з дерну від спостерігачів з літаків. Також ці штольні вважаються окремими дослідниками (О. Корчинський) частиною Стільського городища.
Передові артилерійські спостерігачі розміщалися на г. Малявка та тростянецьких висотах. Всі форти та спостережні пункти були пов'язані телефонним зв'язком з центром управління вогнем, який знаходився в ДОТі біля Миколаєві на г. Стіжок.
Форт № 1 та форт № 2 були прикриті польовими укріпленнями з батареями польових гаубиць 104-мм, гармат 76,5-мм та кулеметними гніздами на Лисій горі та урочищі Углярище. Збереглися рештки підземних бетонних казематів для складів та лазаретів, підземні галереї з залишками бетонного перекриття, рештки батарей та кулеметні гнізда.

## Історія
На початку вересня 1914 р. сили 48-ї піхотної дивізії під командуванням генерал-майора Лавра Корнілова атакували Миколаївську фортецю по бездоріжжю з флангу через укріплення на висотах правого берегу р. Колодниці. Важкий мортирний дивізіон, (152-мм мортири з дальністю стрільби 14 км) з-під Стільська відкрив вогонь по Миколаєву. Залпи мортир накрили не самі укріплення, а центр міста, де згоріла Ратуша. Більш ефективними були залпи польових гаубиць, які дозволили легко прорвати лінію укріплень на Колодниці. В ніч на 6.09.1914 р. Корнілов атакував основні укріплення і зайняв їх силами 4-ї піхотної бригади майже без втрат.
Австрійці під командуванням генерала Конрад фон Гетцендорфа завдали контрудару через Миколаїв силами 2-ї армії у фланг Львова з одночасним ударом від Белза на Львів з півночі силами 4-ї армії. Його удар прийшовся по дивізії Л. Корнілова 12.09.1914 р. на р. Щирок. Австрійці охопили російську дивізію з півдня. Кинувши 26 гармат, 48-а піхотна дивізія почала безладно відступати в напрямку Миколаєва. Однак, в результаті, контрудару генерала Брусилова відбити Миколаївську фортецю австрійцям не вдалося.
В 1919 р. підрозділи УГА на укріпленнях Миколаївської фортеці стримували наступ польських підрозділів.
На території Миколаївської фортеці до кін. 1954 р. знаходилося дві криївки, де переховувалися вояки УПА.

## Сучасний стан

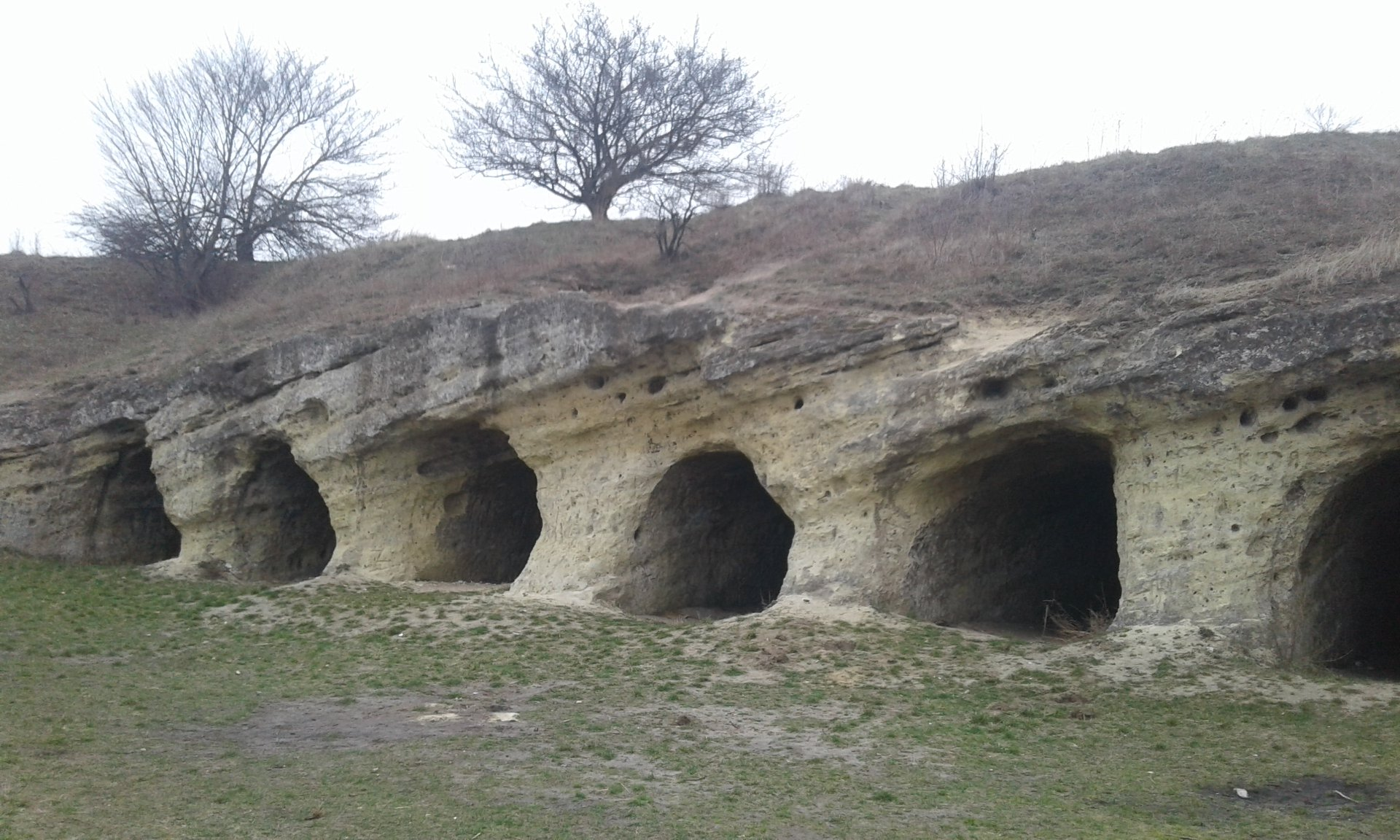
Штольні (закриті позиції Форту № 1), в яких розміщувалися артилерійські гаубичні батареї

Сьогодні форт № 1 та форт № 2 Миколаївської фортеці збереглися майже повністю вцілілими. Вони внесені в реєстр Міністерства культури України як історична пам'ятка місцевого значення.
На території фортеці проводяться теренові ігри та екскурсії, організовані молодіжною скаутською організацією ПЛАСТ.
Впродовж останніх років були неодноразові спроби місцевих бізнесменів [Архівовано 18 листопада 2019 у Wayback Machine.] перетворити територію пам'ятки на кар'єр для видобутку піску. Ці спроби активно блокувалися громадами м. Миколаєва та с. Дроговиж. На початку 2021 р. у ЗМІ вкотре з'явилася  про подібні наміри. хоча Міністерство культури та інформаційної політики України підтримало ідею внесення фортеці як об’єкту культурної спадщини до переліку пам’яток культурної спадщини Львівської області за новою обліковою документацією.